# Bjornson (cráter)
Bjornson es un cráter de impacto de 75,93 km de diámetro del planeta Mercurio. Debe su nombre al poeta noruego Bjørnstjerne Bjørnson (1832-1910), y su nombre fue aprobado por la  Unión Astronómica Internacional en 2010.